# Microlaimus fluviatilis
Microlaimus fluviatilis är en rundmaskart som beskrevs av Nathan Augustus Cobb 1914. Microlaimus fluviatilis ingår i släktet Microlaimus och familjen Microlaimidae. Inga underarter finns listade i Catalogue of Life.